# Bruce Beasley
Bruce Beasley (Los Angeles, 1939) is een Amerikaanse beeldhouwer.

## Leven en werk
Beasley werd geboren in Los Angeles, Californië en studeerde van 1959 tot 1962 beeldhouwkunst aan de UCLA - Berkeley. Reeds tijdens zijn studietijd exposeerde hij en werd zijn vroege werk Chorus, na de expositie The Art of Assemblage opgenomen in de collectie van het Museum of Modern Art in New York. In 1963 behoorde hij tot de elf Amerikanen die hun werk tentoonstelden tijdens de Biënnale van Parijs in het Musée national d'art moderne in Parijs. Zijn werk Icarus (1963) behoort tot de collectie van het museum in het Centre Georges Pompidou. Vanaf 1964 woont en werkt de kunstenaar in een atelier in Oakland. Beasley experimenteerde zijn gehele carrière met materialen als aluminium, plexiglas, brons, hout en steen.
In 2005 organiseerde het Oakland Museum of Californië een retrospectieve tentoonstelling van 45 jaar beeldhouwkunst. De kunstenaar kreeg vele exposities in de Verenigde Staten, Europa en Azië. Beasley zet de traditie voort van metaalbeeldhouwers als David Smith, Anthony Caro en Eduardo Chillida, met wie hij bevriend was en wiens invloed op zijn werk zichtbaar is.

## Werken (selectie)
- Chorus (1961), collectie Museum of Modern Art in New York
- Icarus (1963), collectie Centre Georges Pompidou in Parijs
- Tragamom (1972), collectie Oakland Museum of California in Oakland (Californië)
- Axial Incidence (1976), collectie Smithsonian American Art Museum in Washington D.C.
- Dorion (1986)[2][3], beeldenpark Grounds for Sculpture, Hamilton Township (Verenigde Staten)
- Intersections II (1991)[4], Gateway Center, Walnut Creek, Danville (Californië)
- Spokesman II (1994), Ferdinandsplatz in Bad Homburg vor der Höhe (Duitsland)
- Encounter[5], University of Oregon in Eugene (Oregon)
- Lithic Legend[6], San Francisco Museum of Modern Art (SFMOMA) in San Francisco
- Insurgente IV[7], Isla Mujeres (Mexico)
- Vitality (2001)[8], City of Oakland
- Destino (2007), beeldenroute Ruta Escultórica del Acero y del Cemento in Monterrey (Mexico)

## Fotogalerij

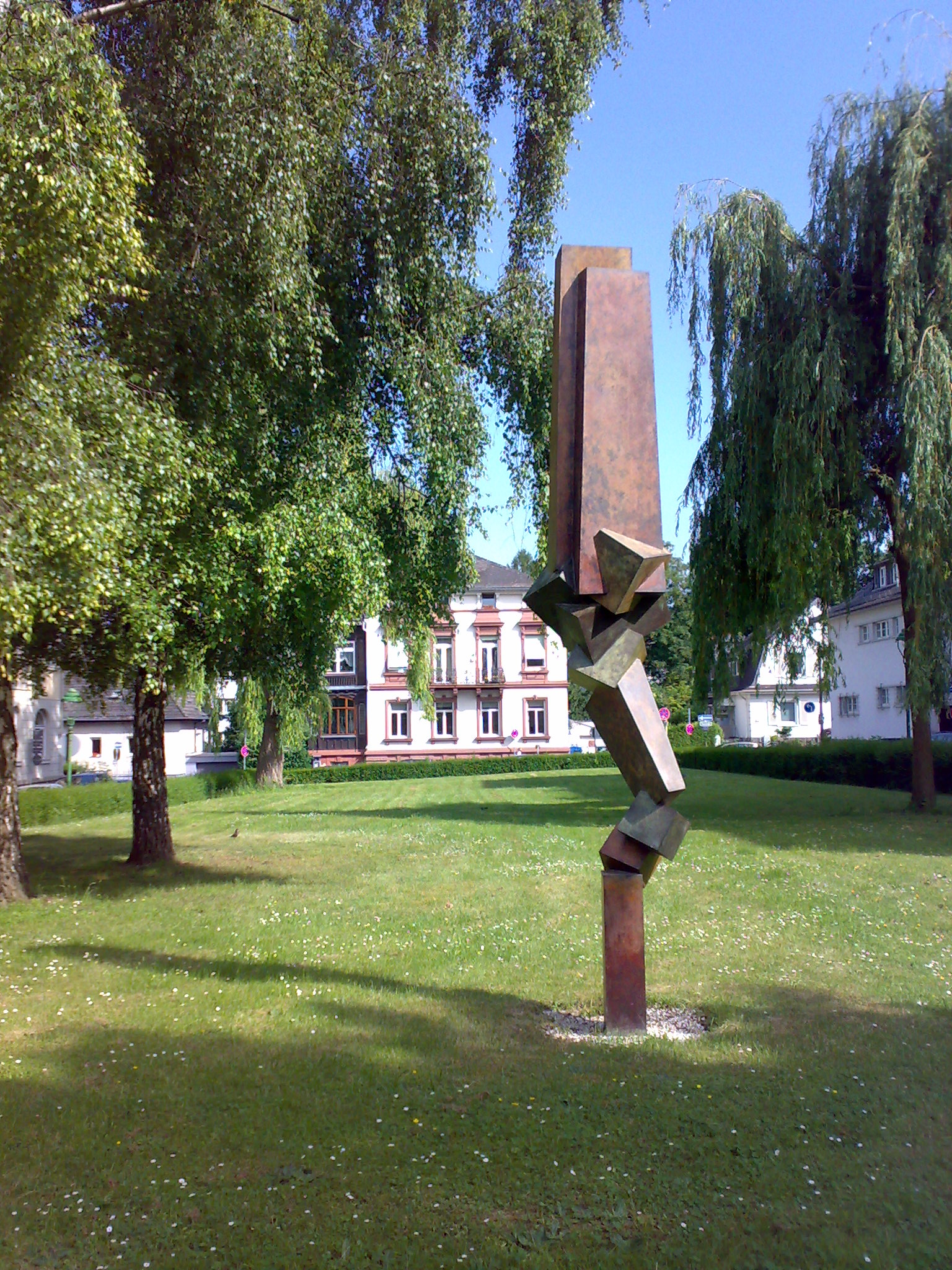
Spokesman II , Bad Homburg vor der Höhe